# Carlos Alberto Cotta
Carlos Alberto Cotta (Dom Silvério, 1 de agosto de 1932 – Coronel Fabriciano, 4 de março de 2020) foi um médico e político brasileiro. Foi eleito deputado estadual de Minas Gerais para a 6ª legislatura na Assembleia Legislativa de Minas Gerais (1967–1971) e deputado federal em cinco mandatos consecutivos (1971–1990), pelo Movimento Democrático Brasileiro (MDB).
Deixou o último mandato na Câmara dos Deputados como um dos fundadores do Partido da Social Democracia Brasileira (PSDB) no estado mineiro, mas filiou-se ao Partido Trabalhista Brasileiro (PTB) em 1992. Posteriormente, foi presidente da Companhia Mineradora de Minas Gerais (mais tarde transformada na Codemig), presidente da Companhia de Desenvolvimento dos Vales do São Francisco e do Parnaíba (CODEVASF) em 2003, diretor de administração e finanças do Departamento Nacional de Infraestrutura de Transportes (DNIT) e um dos vice-presidentes da Caixa Econômica Federal.
Estava internado no Hospital Metropolitano Unimed Vale do Aço, em Coronel Fabriciano, quando veio a falecer por falência múltipla de órgãos aos 87 anos de idade em 4 de março de 2020.